# Tifoseria dell'Unione Calcio Sampdoria

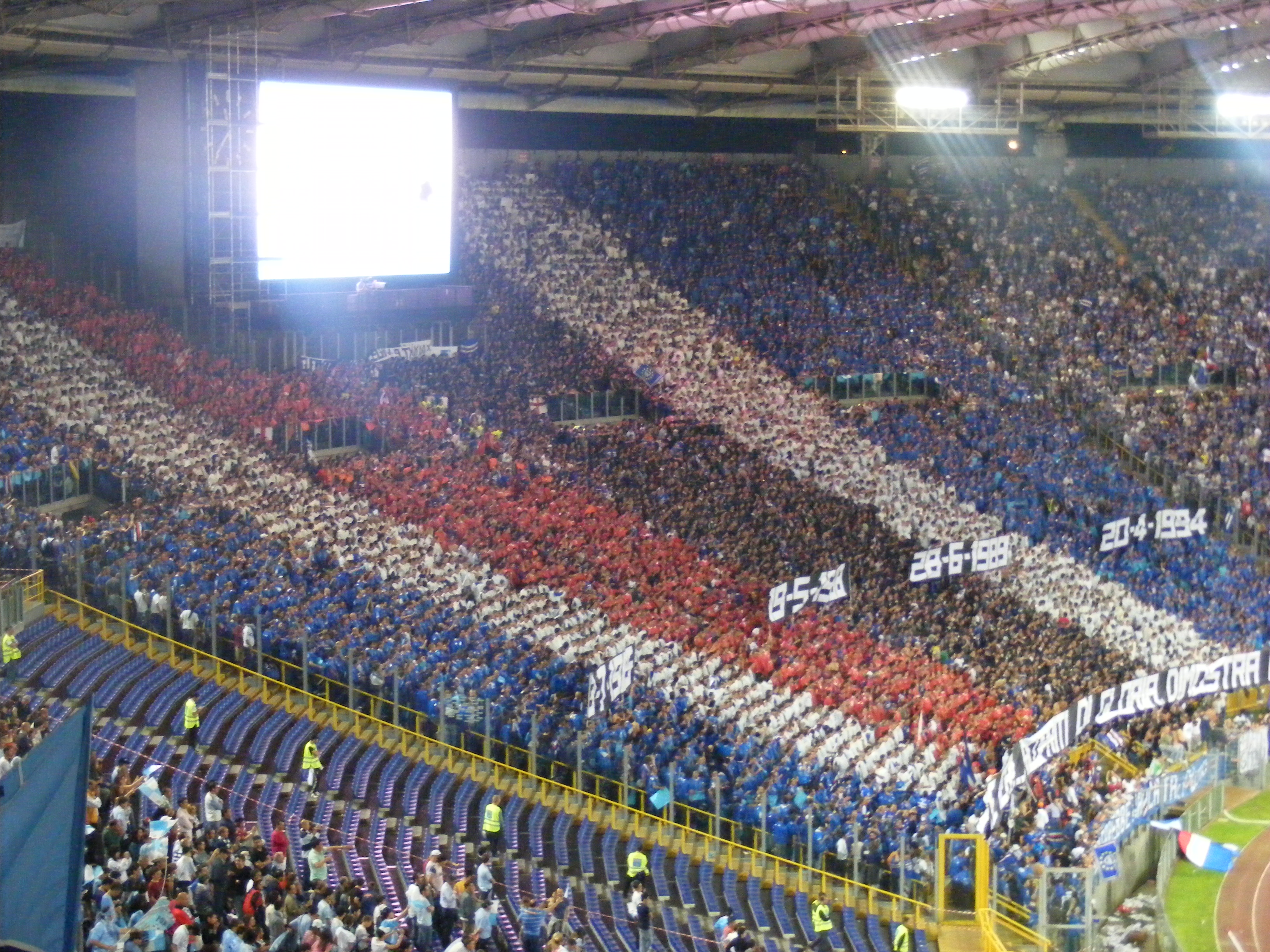
I tifosi della Sampdoria in trasferta all'Olimpico di Roma in occasione della finale di Coppa Italia 2008-2009

In questa voce sono riportate informazioni relative alla storia ed evoluzione della tifoseria dell'Unione Calcio Sampdoria, società calcistica italiana con sede a Genova.

## Composizione demografica
I sostenitori della Sampdoria, secondo il sondaggio di settore condotto dall'istituto Demos & Pi pubblicato nel settembre 2010 sul quotidiano la Repubblica, sono il 0,4% della popolazione del Nord Ovest, risultando essere la quarta squadra, insieme al Torino, con più tifosi nella medesima zona.
Secondo l'agenzia White, basatasi sui dati Sinottica di Eurisko, pubblicati da Il Secolo XIX in data 19 aprile 2013, è emerso che i tifosi della Sampdoria sono prevalentemente concentrati in Liguria (78,2%) ma si distribuiscono anche nel resto d’Italia.
Il tifo della Sampdoria è stato recentemente analizzato dall'agenzia White, che ha tracciato anche un profilo del tifoso sampdoriano. I dati raccolti hanno evidenziato che il pubblico blucerchiato è prevalentemente di sesso maschile, ha un'età media di 39 anni, il profilo di reddito è medio mentre il tasso d'istruzione è alto. Dal dato più specifico sulla suddivisione per sesso, si nota che la tifoseria sampdoriana è quasi equamente divisa tra uomini (51,79%) e donne (48,21%). Attualmente la tifoseria blucerchiata risulta essere la prima della Liguria e 12ª in Italia.

## Fan club
In data 10 agosto 1966 viene fondata la Federazione di Clubs Blucerchiati (Federclubs) con l'obbiettivo di coordinare i numerosi club di tifosi doriani. Sono oggi diffusi sia in Italia che all'estero.

## Tifoseria organizzata

### Storia

Una sciarpata della tifoseria doriana nella Gradinata Sud del vecchio Ferraris di Genova, metà degli anni 1980 circa.

Il nucleo storico della tifoseria blucerchiata è la Gradinata Sud, che nel 1983 è stata la prima curva ad essere interamente ricoperta da un bandierone e che rappresenta il settore dove si trovano i principali gruppi organizzati di tifosi.
Il primo gruppo a nascere sono i "Fedelissimi" nati a novembre del 1961; nel corso della sua storia il gruppo si è sempre posizionato in Gradinata Sud. Dopo un paio d'anni ovvero nel 1969 nascono gli "Ultras Tito Cucchiaroni" il primo gruppo al mondo a usare la denominazione Ultras, a oggi gli Ultras Tito Cucchiaroni soprannominati "Ultras Tito" oppure "U.T.C." sono il gruppo principale della tifoseria blucerchiata. Gli "Hell's Angels" nascono nel 1977 e hanno sempre avuto la sede nel quartiere genovese di Sampierdarena, il gruppo in passato era uno tra i più considerati nel nucleo blucerchiato per poi calare nel corso dei decenni. Nel 1985 nascono i "Palati Fini" con sede nella città di Savona, ad oggi il gruppo si posiziona nella parte sinistra del parterre della Gradinata Sud. Gli "Struppa" nascono nel 1986 e nell'ultimo periodo il gruppo sta crescendo molto, prendendo sempre più considerazione e potere. Nel 1991 nasce la "Valsecca Group", mentre nel 1999 nascono i "Fieri Fossato": il gruppo è nato grazie alla fusione di due precedenti gruppi ovvero i Fieri Sampdoriani e i Fossato di Sampierdarena che hanno deciso di unirsi e creare un unico gruppo più forte e compatto; a oggi i Fieri Fossato sono uno dei gruppi più importanti della tifoseria doriana. Nel 2014 nasce la "Blacklist" soprannominata "#BL#", nel 2016 nascono i "Molesti" e nel 2022 nascono i "Valle Scrivia". A oggi l'ultimo gruppo a nascere sono i Cornigliano nati nel 2023 con sede nel quartiere genovese di Cornigliano.
Nel 2022 nasce il primo gruppo Doriano in Gradinata Nord, col nome "Gruppo Cajenna 2022", oltre a questo gruppo nascono il "Gruppo Marassi" e i "Boys Sampierdarena 2023". Ogni gruppo ha lo scopo di portare il calore del tifo blucerchiato anche nella Nord con ottimi risultati.
Il "Gruppo Cajenna" e il "Gruppo Marassi" condividono la stessa balaustra centrale in alto ognuno rispettivamente nel suo lato, mentre nella balaustra del Parterre ci sono i "Boys Sampierdarena".
Nel 1998 tra gli Ultras Tito Cucchiaroni e gli altri gruppi della Sud c'è una forte discussione, perciò gli UTC e i Struppa si trasferiscono nella Gradinata Sud superiore. Nel 2022, dopo 24 anni di conflitto, si decide di mettere da parte i rancori e di tifare tutti insieme per il bene della Sampdoria, con i gruppi che a oggi stanno tutti insieme nella Gradinata Sud inferiore.
La Gradinata Sud e la Nord della Sampdoria si definiscono apolitici, sostenendo il fatto che la politica non si deve avvicinare al calcio. Inoltre a causa di questo ideale, i tifosi blucerchiati per protesta vanno in trasferta solo quando essa è libera a tutti.
Dal 2007 i gruppi organizzati non possono più portare allo Stadio Luigi Ferraris i loro striscioni con il nome del gruppo a causa delle numerose restrizioni.
Nel 2025 nasce la "Associazione Difesa Sampdoriana" con lo scopo di portare beneficio al tifo organizzato e di far calare le numerose restrizioni.

### A oggi i gruppi Doriani in Gradinata Sud sono
- Fedelissimi 1961
- Ultras Tito Cucchiaroni 1969
- Hell's Angels 1977
- Palati Fini 1985
- Struppa 1986
- Valsecca 1991
- Fieri Fossato 1999
- Blacklist 2014
- Molesti 2016
- Valle Scrivia 2022
- Cornigliano 2023

### Invece ad oggi gruppi Doriani in Gradinata Nord sono
- Gruppo Cajenna 2022
- Gruppo Marassi 2023
- Boys Sampierdarena 2023

### Cronologia
Collocazione dei gruppi:
- Gradinata Sud
- Gradinata Nord

1961 - Nascita dei Fedelissimi
1969 - Nascita degli Ultras Tito Cucchiaroni
1977 - Nascita dei Hell's Angels
1985 - Nascita dei Palati Fini
1986 - Nascita degli Struppa
1987 - Nascita dei Rude Boys & Girls
1991 - Nascita dei Valsecca Group
1995 - Nascita dei Fossato Sampierdarena
1995 - Nascita dei Fieri Sampdoriani
1999 - Scioglimento dei Fossato Sampierdarena
1999 - Scioglimento dei Fieri Sampdoriani
1999 - Nascita dei Fieri Fossato
2003 - Nascita degli Irish Clan
2013 - Scioglimento degli Irish Clan
2014 - Nascita della Blacklist
2016 - Nascita dei Molesti
2017 - Scioglimento dei Rude Boys
2022 - Nascita della Valle Scrivia
2022 - Nascita del Gruppo Cajenna
2023 - Nascita Cornigliano
2023 - Nascita del Gruppo Marassi
2023 - Nascita dei Boys Sampierdarena

## Gemellaggi e rivalità

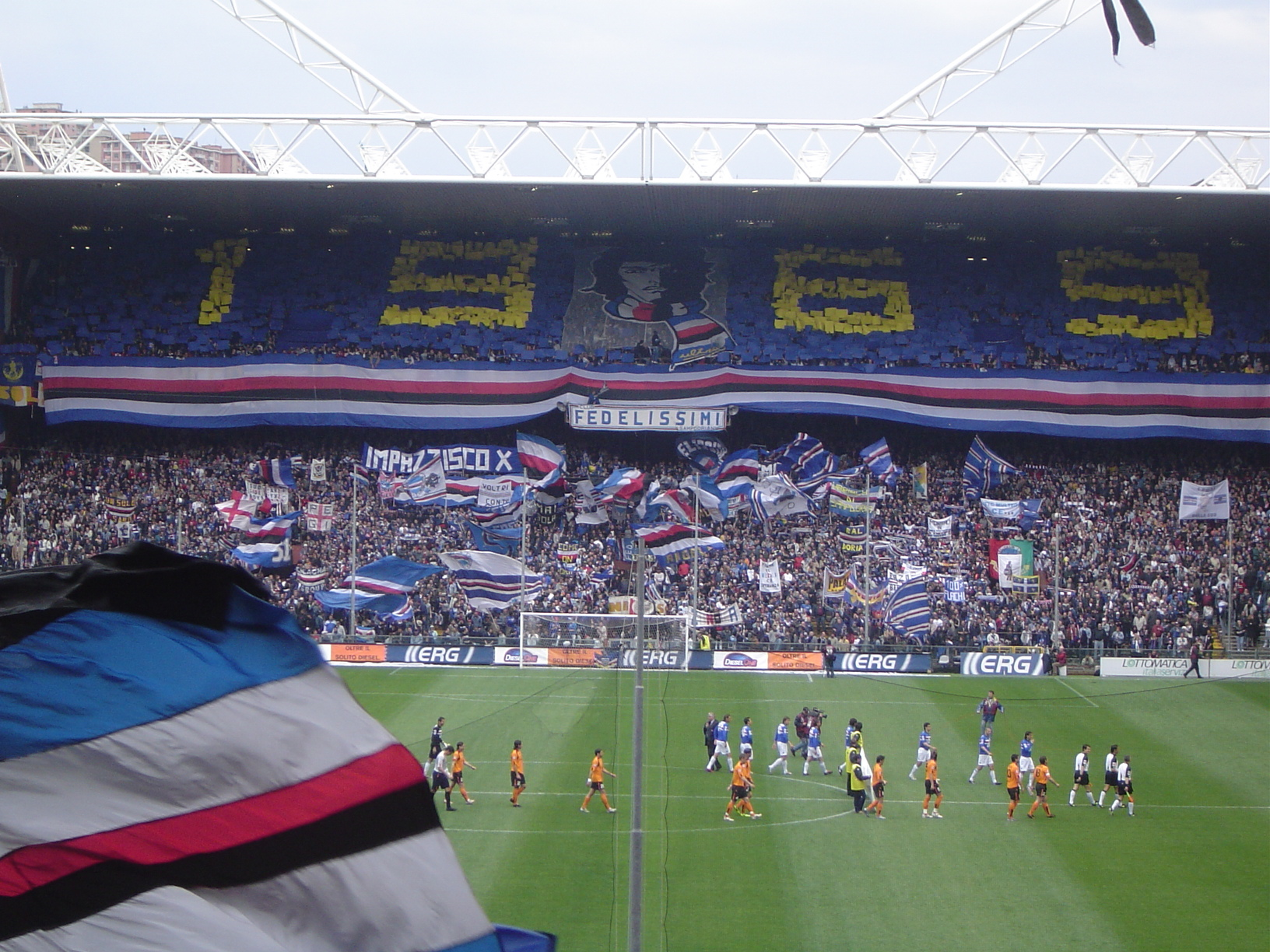
Un'immagine risalente al 2007 della Gradinata Sud, il settore del Ferraris in cui risiede il cuore della tifoseria blucerchiata.

### Gemellaggi e amicizie

#### Gemellaggi
- Verona: il gemellaggio con la Tifoseria del Verona è iniziato nel 1973 prima della partita al Bentegodi valida per la 28ª giornata del campionato di Serie A. Le due tifoserie, dopo essersi scontrate nella partita di andata del 30 dicembre 1972, si riuniscono e trasformano in amicizia la loro rivalità. Purtroppo la Gradinata si pone divisa su questo gemellaggio: gli "Ultras Tito" sono direttamente gemellati con "l'Hellas Army" di Verona, mentre i "Fieri Fossato" sono gemellati con gli Hell. Anche I "Molesti" e i "Valsecca Group" doriani si riconoscono nel gemellaggio con la "Curva Sud Verona".
- Bari: il gemellaggio con la tifoseria del Bari nasce il 1 aprile 2006 quando i tifosi Baresi durante una partita giocata a Cremona contro la Cremonese espongono la pezza dagli "Ultras Tito Cucchiaroni", il gemellaggio è rispettato da tutti i gruppi di entrambe le tifoserie tranne i "Fieri Fossato" (gruppo Doriano) che non si identifica nel gemellaggio.
- Parma: il gemellaggio nasce nel 1990, alle fine della Stagione 90-91 la Sampdoria vince il suo primo Scudetto della storia è i tifosi parmigiani portano a Genova uno striscione con la scritta "A noi l'Europa a voi la gloria" in segno di rispetto verso i blucerchiati, dal lato Doriano il gemellaggio però è rispettato solo dagli "Ultras Tito Cucchiaroni" dal lato parmigiano il gemellaggio è solamente rispettato dai "Boys Parma 1977".
- Ternana: dal 1977 le tifoserie sono gemellata, il gemellaggio viene sentito dai "Fedelissimi", "Fieri Fossato" e "Hell's Angels" (da parte Doriana) e dalla "Curva Nord Terni" dalla parte della Ternana, il rapporto tra le due tifoserie è molto vivo con visite da entrambe le parti, nella stagione 2023-2024 prima della partita Sampdoria-Ternana (finita 4-1 per i blucerchiati) le due tifoserie hanno fatto un corteo vicino allo Stadio Luigi Ferraris.
- St. Pauli: il gemellaggio col St. Pauli nasce nel 2002, sponda Doriana viene portato avanti soprattutto da "Palati Fini" e "Gruppo Cajenna", nel 2023 gli ultras del St. Pauli hanno esposto uno striscione con scritto "Giù le mani dalla Sampdoria" in segno di vicinanza ai blucerchiati per il periodo di crisi societaria che stavano vivendo, nel corso dei decenni il rapporto tra le due tifoserie si è fatto sempre più vivo e apprezzato.
- Porto: il gemellaggio è tra i Doriani dei Fieri Fossato, e i tifosi del Porto del "Colectivo Ultras 1995".
- Eintracht Braunschweig: il rapporto con i Tedeschi del Braunschweiger Turn- und Sportverein Eintracht von 1895 e sentito (da sponda Doriana) dagli "Struppa 1986" che da anni portano avanti il rapporto con gli Ultras del Eintracht

#### Amicizie
- Atalanta: la tifoseria doriana in passato era gemellata con quella atalantina; a oggi il rapporto di gemellaggio non esiste più, ma c'è ancora un rapporto di grandissimo rispetto fra le due tifoserie.
- Liverpool: il rispetto tra i tifosi blucerchiati e i tifosi del Liverpool risale fin dai anni ottanta, con visite da parte di entrambe le tifoserie, a oggi il rapporto d'amicizia se indebolito ma il rispetto reciproco è ancora vivo.
- Salernitana: fin dagli anni sessanta le due tifoserie si sono sempre rispettate, in comune hanno una forte rivalità col Napoli e un gemellaggio col Bari.
- Catanzaro: in passato le due tifoserie c'era un gemellaggio oggi il gemellaggio non esiste più ma il rispetto rimane ancor più vivo di prima. Durante la partita Sampdoria Catanzaro del 2023 i tifosi del Catanzaro hanno mostrato grande rispetto per i tifosi blucerchiati.
- Boca Juniors: il rispetto e amicizie tra le due tifoserie e dovuto dal fatto che il Boca Juniors è stato fondato da dei Genovesi emigrati in Argentina.
- FC Augsburg: nel 2023 i tifosi del FC Augsburg  hanno esposto uno striscione con scritto "Giù le mani dalla Sampdoria" in segno di vicinanza alla crisi che stava attraversando il club Doriano
- Savona: tra gli "Ultras Savona 1907" e i Doriani dei "Fieri Fossato" c'è un grandissimo rispetto, in passato si era pensato anche ad un gemellaggio tra questi due gruppi, non concretizzato poi per la grande differenza di categoria
- Cagliari: il passato esisteva un gemellaggio poi sciolto, ad oggi c'è solo rispetto tra i due club

### Rivalità[4]
- Genoa: la rivalità storica è quella con i supporter dell'altra squadra genovese, il Genoa, che impegna la compagine blucerchiata nel derby della Lanterna, considerato l'ottavo derby più sentito al mondo (il secondo in Italia, dopo quello di Roma) dal portale anglosassone "FootballDerbies.com". I primi scontri tra le due tifoserie risalgono agli anni sessanta.
- Torino: altra rivalità molto sentita, anche se non quanto con i genoani, è con la tifoseria del Torino, “aggravata” dal lungo gemellaggio che ha legato i granata al Genoa, nonostante il fatto che nei primi anni'70 le due tifoserie fossero invece in rapporti di amicizia, dovuti anche al fatto di essere entrambi tra i primissimi gruppi Ultras sorti in Italia.
- Barcellona: la rivalità con il Barcellona nasce tra gli anni ottanta e gli anni novanta, grazie alla sconfitta della Sampdoria in finale di Coppa delle Coppe 1988-1989, è soprattutto alla sconfitta dei blucerchiati in finale di Coppa dei Campioni 1991-1992 Sempre contro il Barcellona, il due club si sono affrontati nel 2012 e nel 2016 in finale del Trofeo Gamper ma non si sono verificati problemi di ordine pubblico.
- Inter e  Milan: i tifosi blucerchiati non hanno buoni rapporti con le tifoserie delle due squadre più note di Milano: Inter e Milan. I tifosi blucerchiati sono stati gemellati sino al 1992 con gli interisti, poi diventati rivali. Il 14 marzo 2012, i tifosi della Sampdoria si sono presentati allo stadio Meazza in occasione della sfida tra Inter e Marsiglia valida per la UEFA Champions League 2011-2012 per tifare a favore dei francesi e quindi contro il "Biscione". I rapporti con i tifosi milanisti sono sempre stati negativi: nel 1993 è avvenuta una vera e propria battaglia campale tra gli ultras blucerchiati e milanisti con un bilancio di sessanta feriti. Il rapporto tra le due tifoserie è tuttora burrascoso.
- Napoli: con i partenopei, la rivalità è dovuta al gemellaggio che li legava ai genoani. Nel 2013 sia Napoli che Marsiglia si sono trovati nel Gruppo F della UEFA Champions League 2013-2014. Le tifoserie si sono scontrate per via del gemellaggio che le lega alle due squadre genovesi. In particolare, nella sfida tra le due squadre allo Stade Vélodrome, la tifoseria del Marsiglia ha esposto lo striscione: "I nemici dei nostri fratelli sono nostri nemici. Forza Samp".
- Bologna: con i bolognesi, la rivalità e l'astio partono dalla sfida salvezza giocata a Bologna nel 1977 alla penultima di campionato, inimicizia riaccesa dopo l'ultima partita di campionato della stagione 1998-1999, quando, sul risultato di 1-2 per il Doria, Trentalange, all'ultimo minuto di gioco, ha concesso un rigore dubbio al Bologna. Il rigore, realizzato, ha condannato la Sampdoria alla retrocessione. Il 12 ottobre 1999, in occasione della partita di Coppa Italia 1999-2000 Sampdoria - Bologna, la tifoseria blucerchiata ha sfogato tutto il suo odio verso i rossoblù, nella notte che tutti gli sportivi genovesi, non solo i sampdoriani, ricordano come la «notte dei rubinetti».
- Livorno: nel 2011 le auto dei tifosi blucerchiati sono state prese a bottigliate e sassate durante il loro passaggio sul lungomare di Livorno (in occasione della partita Livorno - Sampdoria).
- Spezia: dopo la rottura del gemellaggio nel 2009 e i buoni rapporti precedentemente intrattenuti, nel 2022 si incrina definitivamente il rapporto coi tifosi dello Spezia, che, a seguito di alcuni cori dei tifosi doriani, hanno rubato (a tifosi non legati alla tifoseria organizzata, cosa che ha indignato il Movimento Ultras Italiano) e bruciato sciarpe blucerchiate con i gruppi della Sud impossibilitati ad essere presenti, in occasione di Spezia-Sampdoria del 23 gennaio. Il derby di ritorno del 22 aprile 2023 terminato 1-1 contribuì all'ultimo posto finale dei doriani, ma dopo lo spareggio salvezza di fine stagione, i bianconeri furono retrocessi a loro volta per aver perso 1-3 contro al Verona; il legame fraterno tra i tifosi gialloblù e blucerchiati incrementa l'odio che entrambe nutrono per gli spezzini.
- Juventus e  Lazio: rapporti negativi si sono registrati anche con le tifoserie della Juventus e della Lazio.

- Pisa: molto forte e sentita è anche la rivalità con gli ultras del Pisa, probabilmente per il gemellaggio che legava negli anni 90 i nerazzurri con i tifosi del Genoa; gemellaggio non più ufficiale ma ancora ufficiosamente in piedi, visti i buoni rapporti che tuttora intercorrono fra le due tifoserie.
- Reggiana: questa rivalità nasce negli anni 90 quando è nato il gemellaggio Sampdoria-Parma essendo che i granata hanno un rapporto molto negativo con i gialloblu dove condividono il derby e la Reggiana si era gemellata 20 anni prima con la rivale Genoa.

### Documentari
- E noi ve lo diciamo, regia di Gianluca Marcon (2011)